# Емил Хајек
Емил Хајек (чеш. Emil Hájek; Храдец Кралове 3. март 1886 — Београд 17. март 1974) био је пијаниста и клавирски педагог чешког порекла.

## Биографија
На Конзерваторију у Прагу завршио студиј клавира 1908. код Јосефа Јиранека (cs:Josef Jiránek), композицију је учио код Антоњина Дворжака; у клавиру се усавршавао код К. Анцоргеа у Берлину. Са братом, виолинистом Јарославом концертирао у Финској (1902—1904), а био је професор клавира и камерне музике на Конзерваторију у Саратову (1912—1921) а од 1918 — 1921. и ректор. Као клавирски сарадник Јану Кубелику наступао је у бројним европским земљама. Од 1928. у Београду је професор а убрзо (од 1929) и директор Музичке школе Станковић коју је подигао на ниво конзерваторијума. Од 1937. до 1963. је био редовни професор и шеф клавирског одсека на Музичкој академији у Београду (која је настала из музичке школе и обухватала и високо образовање). Био је и први председник Српског удружења музичких уметника. Својом личношћу је обележио раздобље у којем је деловао.
Из његове су школе изашли бројни угледни пијанисти и педагози: Властимир Шкарка, Олга Попов, Вера Вељков, Олга Јовановић, Мирјана Вугдраговић, Мирослава Лили Петровић, Срђан Грбић и др. Приређивао је солистичке вечери, свирао са виолинистом П. Стојановићем, а био је пратилац многих југословенских и страних уметника који су гостовали у Београду. На Радио Београду изводио Бахове прелудије и фуге и Бетовенове сонате, снимао дела југословенских композитора, а бавио се и музичком публицистиком и критиком. Био је и члан жирија на такмичењима у земљи и иностранству (Праг, Варшава). Члан шопеновог института у Варшави и добитник Седмојулске награде за животно дело 1961. године. Његова улога од пресудног је значења у постављању темеља модерној београдској клавирској школи.

## Лични живот
Отац је Јаре Рибникар и деда Јиржија Динстбира, министра спољних послова Чехословачке и специјалног изасланика УН за људска права у бившој Југославији, као и прадеда Јиржија Динстбира млађег, савременог чешког политичара.